# Шундукса
Шундукса — река в России, протекает по Пудожскому району Карелии.
Устье реки находится в 21 км по правому берегу реки Рагнукса. Длина реки составляет 16 км, площадь водосборного бассейна — 63,5 км².
Принимает левый приток из Шундукозера, правый — из Сарозера. С озером Сарозеро река соединяется ручьём.

## Данные водного реестра
По данным государственного водного реестра России относится к Балтийскому бассейновому округу, водохозяйственный участок реки — Водла, речной подбассейн реки — Свирь (включая реки бассейна Онежского озера). Относится к речному бассейну реки Нева (включая бассейны рек Онежского и Ладожского озера).
Код объекта в государственном водном реестре — 01040100412102000016982.